# Schnauzer moyen
Le Schnauzer moyen est un chien d’origine allemande, appartenant au 2e groupe (Schnauzer) de la nomenclature de la Fédération cynologique internationale.
Le Schnauzer moyen est un très bon chien de garde, qui vous prévient dès qu'une personne étrangère s'approche de chez vous. Chien vif, au caractère assez indépendant, il saura malgré tout apprécier de gros câlins avec ses maîtres, tout en restant distant avec les personnes qu'il ne connaît pas. Le schnauzer moyen étant très gourmand, il faut surveiller son alimentation. Sa gourmandise sera mise à profit pour l'éduquer par des méthodes de renforcement positif basées sur la récompense (alimentaire dans le cas de ce petit gourmand). Toutefois, les schnauzers moyens ayant un caractère bien affirmé, particulièrement les mâles, ses maîtres devront parfois faire preuve de patience et de persévérance.
À l'origine utilisé pour exterminer la vermine des écuries (et protéger la sellerie des voleurs ...), il a conservé l'aptitude à s'attaquer aux petits animaux qu'il peut rencontrer. Il faudra donc le surveiller lors de vos promenades dans la nature, sous peine de le voir s'attaquer à un ragondin qui passait par là!
Les poils du Schnauzer moyen demandent un entretien régulier, que vous pouvez réaliser vous-même avec un peu d'entraînement.
Sports : Le schnauzer moyen n'est pas autorisé en France à pratiquer des activités comportant du mordant sportif.
Sa vivacité en fait un chien très apprécié en « agility ». Son caractère un peu « têtu » lui permet d'obtenir de bons résultats en pistage car il ne se décourage pas à la première difficulté rencontrée. Certains sujets sont aussi très doués en obéissance, mais ils sont peu nombreux à pratiquer cette discipline car ils demandent un dressage tout en finesse, et donc un maître expérimenté (ou très bien conseillé par un moniteur sachant s'adapter au caractère de ce chien).